# Saint-Loup-du-Gast
Saint-Loup-du-Gast é uma comuna francesa na região administrativa da Pays de la Loire, no departamento de Mayenne. Estende-se por uma área de 9,98 km². Em 2010 a comuna tinha 380 habitantes (densidade: 38,1 hab./km²).